# Сельское поселение Елховка
Сельское поселение Елховка — муниципальное образование в Елховском районе Самарской области.
Административный центр — село Елховка.

## Административное устройство
В состав сельского поселения Елховка входят:
- село Елховка,
- деревня Булькуновка,
- посёлок Вершины,
- посёлок Кругловка,
- село Пролейка.